# Бавария (герцогство)
Ге́рцогство Бава́рия (нем. Herzogtum Bayern) — одно из пяти племенных герцогств, существовавшее в Средние века на юго-востоке Германии на территории современной земли Бавария.

## История

### Раннее герцогство приАгилольфингах

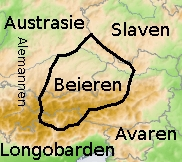
Бавария около 600 года

Впервые герцогство было образовано ещё в VI веке. Оно занимало область между реками Лех и Энс, горами Фихтель и Тридентинскими Альпами. Первым герцогом, имя которого упоминается в источниках, был Гарибальд I (ум. 590), происходивший из рода Агилольфингов. Столицей герцогства при нём был город Регенсбург. Соединившись с лангобардами против владычества франков, он был разбит последними и принужден просить мира. Его наследник, Тассилон I (ум. 612), известен тем, что он впервые открыл враждебные действия против славян и их союзников, аваров. Его наследники стали союзниками королей франков, постепенно попадая от них в зависимость. При Гарибальде II (ум. в 650 г.) при содействии франкского короля Дагоберта I были введены первые писанные законы (так называемая Баварская правда — лат. lex Bajuwariorum). Также при Тассилоне II в Баварии при содействии франкских миссионеров начало распространяться христианство, однако окончательно оно распространилось уже при герцоге Теодоне II (ум. в 716).
Герцог Одилон (ум. 748), зять франкского майордома Карла Мартелла, попытался свергнуть верховную власть франков и принял королевский титул, однако был низложен сыновьями Карла, Карломаном и Пипином Коротким. При его правлении архиепископ Бонифаций разделил баварскую церковь на 4 епископства с центрами в Зальцбурге, Пассау, Регенсбурге и Фрайзинге, а также учредил несколько монастырей.
Сын Одилона, Тассилон III (741—796) для того, чтобы получить себе наследственные владения, был вынужден принести на государственном сейме в Компьене присягу на верность Пипину Короткому. Позже он попытался выйти из подчинения франкам, объединившись с лангобардским королём Дезидерием и аквитанским герцогом Вайфаром против франков, однако этот мятеж закончился неудачей. После низвержения Дезидерия король Карл Великий обратился против его союзника и угрозой войны заставил его возобновить присягу в Вормсе и выдать заложников. Тассилон, однако, не подчинился и завязал сношения с аварами, за что был вызван 788 году на государственный сейм в Ингельгейм, осужден за клятвопреступление на смертную казнь и вместе со всей семьей заточен в монастырь, где род его и угас. Бавария же была включена в состав франкского государства и разделена на несколько частей, для управления которыми назначались графы.

### Бавария под управлением династииЛуитпольдингов

Бавария в составе Священной Римской империи в X веке

В Каролингской империи Бавария получила статус королевства и по Верденскому договору оказалась в составе Восточно-Франкского королевства. Она управлялась представителями германской ветви Каролингов. Постепенно в Баварии усилилась родовая знать, особенно род Луитпольдингов. Особенно их влияние усилилось во время правления императора Арнульфа Каринтийского, мать которого, Лиутсвинда, возможно происходила из рода Луитпольдингов. В 893 году Арнульф передал земли Каринтии и Верхней Паннонии (современная Австрия и западная Венгрия) графу Луитпольду. В 895 году Луитпольд получил также территории в долине Дуная и Нордгау (современный Верхний Пфальц) с Регенсбургом. Так была сформирована территориальная основа нового государственного образования в составе Восточно-Франкского королевства — маркграфства Баварии. Как и правители других пограничных марок империи, Луитпольд постоянно воевал с соседними племенами (славянами и венграми) и погиб в битве при Прессбурге (ныне Братислава) в 907 году. Более того, значительная часть баварских земель (Восточная марка) была завоёвана венграми.
При преемниках Луитпольда — Арнульфе, Эберхарде и Бертольде — Бавария была преобразована в герцогство и стала одним из пяти крупнейших княжеств империи, так называемых «племенных герцогств», сформировавшихся на основе того или иного племени германцев. Арнульф, испытывая нехватку средств для организации обороны страны, стал прибегать к конфискациям владений и имущества католической церкви, за что получил прозвище «Злой». Арнульфу удалось восстановить Баварское герцогство и заключить перемирие с венграми: теперь в своих набегах на Германию они проходили Баварию, не встречая сопротивления, но и не разоряя владения герцога. Он стал фактически независимым от короля Германии правителем, самостоятельно назначавшим графов и епископов на подвластных ему землях и ведущим собственную внешнюю политику: в отличие от германских королей, постоянно боровшихся с венгерскими набегами, Арнульф заключил мир с венграми, обезопасив свои владения в ущерб интересам империи.
Однако приход к власти в Германии Саксонской династии (Людольфингов) во главе с сильными королями Генрихом Птицеловом и Оттоном Великим привёл к ослаблению самостоятельности Баварии и постепенному её подчинению центральной власти. В 921 году войска короля Генриха I вторглись в Баварию и вынудили Арнульфа подчиниться. Герцог признал сюзеренитет короля над Баварией, за что получил подтверждение своих прав на княжество. Однако Арнульф сохранил достаточную самостоятельность, кроме того король был вынужден оставить герцогу Баварии право распоряжаться церковью в Баварии.
После смерти Арнульфа в 937 году ему наследовал старший сын Эберхард, который отказался присягнуть королю Оттону I на верность. В ответ Оттон осенью 938 года вторгся во владения Эберхарда. В двух военных кампаниях Оттон разгромил герцога и сверг его с престола. Вместо Эберхарда герцогом был сделан его дядя Бертольд, правивший до этого в приграничных баварских марках (Каринтании).
В отличие от своих предшественников, Бертольд не получил прав назначения епископов и графов в своих владениях и оказался практически полностью подчинённым германскому королю. Тем не менее, на протяжении всего правления Бертольд оставался лояльным Оттону I. Бертольд возглавил военные операции против венгров, уже полвека совершавших грабительские рейды в Германию. В 943 году баварская армия разгромила венгерские войска у Вельса и ненадолго обеспечила спокойствие восточных границ герцогства.
После смерти Бертольда в 947 году его сын Генрих Младший был отстранён Оттоном I от наследования. Бавария была передана брату германского короля Генриху Саксонскому. Передача Баварии представителям Саксонской династии повлекла за собой длительный конфликт между Луитпольдингами и Людольфингами. Вероятно, что потеряв Баварию, Генрих Младший всё же удержал часть своих владений в Каринтании, что позволило ему сохранить свои позиции в империи.

### Бавария под управлением Саксонской династии
Став правителем Баварии, Генрих I с успехом отражал вторжения венгров и даже присоединил к своим владениям Фриульскую марку. В 955 году состоялась знаменитая битва на Лехе, в которой немецкие войска наголову разгромили венгерскую армию, что устранило венгерскую опасность для страны. Сам Генрих участия в Лехской битве не принимал в связи с болезнью. В 954 году Генрих участвовал в подавлении мятежа Людольфа Швабского и Конрада Лотарингского.
Генриху I наследовал в 955 году малолетний сын Генрих II Сварливый, которому исполнилось лишь четыре года. Первое время от его имени Баварией правила мать Юдит. Став совершеннолетним, Генрих II начал борьбу за императорский престол, который в 973 году занял его двоюродный брат Оттон II и на который в своё время притязал еще его отец, Генрих I. Позиции Генриха II значительно укрепила женитьба на Гизелле Бургундской, племяннице императрицы Адельгейды. В том же году союзник Генриха, герцог Швабии Бурхард III, женатый на сестре Генриха, без согласия императора назначил на место умершего князя-епископа Аугсбурга Генриха, двоюродного брата своей жены. После смерти Бурхарда в ноябре 973 года Генрих Баварский попытался присоединить к своим владениям Швабию, но император Оттон успел опередить Генриха, передав герцогство своему другу и двоюродному брату Оттону, сыну Людольфа Швабского. Недовольный Генрих в ответ организовал мятеж против императора, но в 974 году мятеж был раскрыт, а Генрих заключён под стражу в Ингелгейм.
В 976 году Генриху удалось бежать и вернуться в Баварию, где он поднял восстание. Имперские войска в 976 году вторглись в герцогство и разбили Генриха II. Он был вынужден бежать, а герцогство было передано герцогу Оттону Швабскому. Более того, восстание Генриха привело к разделу территории Баварского герцогства: в 976 году от него были отделены Восточная марка (будущая Австрия) и герцогство Великая Карантания, включающая территории от Штирии до Вероны (в том числе и Веронскую марку, в состав которой была включена также территория бывшей Фриульской марки). Маркграфом Восточной марки стал граф Лиутпольд Бабенберг, а герцогом Карантании — Генрих Младший, сын бывшего баварского герцога Бертольда.

Великая Карантания в конце X века.

Потеря герцогства не остановила Генриха II: в 977 году он стал инициатором так называемой Войны трёх Генрихов — нового восстания баварской аристократии против императора, названной так по именам участвовавших в нём Генриха II Баварского, Генриха Младшего, герцога Карантании, и епископа Генриха I Аугсбургского. Однако восстание в 978 году было подавлено, в результате чего Бавария окончательно оказалась подчинена центральной власти. Генрих был арестован и помещён под надзор епископа Утрехтского, где пробыл до смерти императора Оттона II.
После смерти в 982 году герцога Оттона Швабского, бывшего верным соратником императора, новым герцогом Баварии был назначен Генрих Младший, лишенный после участия в восстании 978 года Карантании. Но после смерти императора Оттона II в 983 году получил свободу Генрих II Сварливый и сражу же поднял мятеж против малолетнего императора Оттона III. Хотя и в этот раз ему не удалось овладеть германским престолом, но Генрих в обмен на клятву верности в 985 году получил обратно Баварию, а в 989 году и Карантанию. Генриху Младшему в качестве компенсации была возвращена Карантания, хотя Веронскую марку сохранил за собой Оттон Вормский. После смерти Генриха Младшего в 989 году его владения были переданы Генриху II Строптивому, вновь объединившему большую часть отцовских владений.
После смерти Генриха II в 995 году в Баварии ему наследовал сын Генрих IV Святой, однако Карантанию, император Оттон III передал Оттону Вормскому, владевшему ей до 985 года. Генрих IV Баварский стал верным союзником императора Оттона III, после смерти которого в 1002 году сам стал императором под именем Генрих II.

### Бавария в XI веке
Бавария 21 марта 1004 года была передана Генрихом брату своей жены, графу Генриху Люксембургскому (под именем Генрих V). Однако доставшееся ему герцогство очень сильно сократилось в размерах. Каринтания окончательно отделилась от Баварии, её герцогом император признал в 1004 году Конрада I, третьего сына умершего Оттона Вормского. Большое количество монастырей и земли, из которых в 1007 году было образовано епископство Бамберг, остались под управлением короля, многие владения оказались под управлением жены Генриха, Кунигуды.
Однако вскоре отношения императора с родственниками жены испортились. В результате в мае 1009 года Генрих V был смещён с поста герцога, а Бавария оказалась под прямым управлением императора. Только в мае 1017 года Генрих V опять получил Баварию, которой управлял до своей смерти в 1026 году. Поскольку детей у него не было, то Бавария была присоединена к личным владениям нового императора, Конрада II, который в 1027 году даровал титул герцога Баварии своему десятилетнему сыну и наследнику Генриху (под именем Генрих VI). До 1061 года (за исключением периода 1049 — 1053 годов) Бавария фактически находилась под управлением императора и членов его семьи.
Агнесса де Пуатье, регентша при малолетнем императоре Генрихе IV, легко раздавала ленные владения немецким князьям, в результате Баварию она в 1061 году передала под управление графа Оттона Нордгеймского. Однако после того, как Генрих стал совершеннолетним, он с 1070 года приступил к возвращению владений, утерянных во время малолетства. Оттон, владения которого представляли препятствия для проведения императорской политики, был обвинён в планировании покушения на короля и лишён Баварии, которая была передана Вельфу IV.

### Бавария под управлением династииВельфов
Вельф IV (Вельф I как герцог Баварии) (ум. 1101), получивший под своё управление Баварию, происходил из знатного рода Вельфов. Однако несмотря на то, что он получил владения от императора, когда тот вступил в конфликт с папой римским Григорием VII, Вельф встал на сторону папы. В 1077 году Вельф поддержал выборы антикороля Рудольфа Рейнфельдского, за что был лишён Генрихом Баварии, которую удерживал за собой.
После смерти папы Григория Вельф в 1089 году женил своего семнадцатилетнего сына, Вельфа V, на возглавлявшей папскую партию сорокатрёхлетней маркграфине Матильде Тосканской. Однако в 1095 году его сын развёлся с Матильдой, а сам Вельф помирился с императором и получил обратно Баварию. После смерти Вельфа в 1101 году в Баварии последовательно правили его сыновья, Вельф V (II) (ум. 1120) и Генрих IX Чёрный (ум. 1126). Благодаря женитьбе на наследнице Магнуса Биллунга, герцога Саксонии, Генрих IX приобрёл большие владения в Саксонии, а также права на наследование герцогства. Однако после смерти Магнуса император Генрих V в обход законных наследников назначил новым герцогом Саксонии графа Лотаря Супплинбургского.
После смерти императора Генриха V Генрих IX Баварский первоначально поддержал в качестве претендента на императорский престол герцога Фридриха II Швабского. Однако вскоре Лотарь Супплинбургский договорился с Генрихом о женитьбе его наследника, Генриха Гордого на единственной дочери Лотаря. В результате этого Лотарь и был выбран новым императором.
В 1126 году Генрих отрёкся от титула в пользу сына и удалился в монастырь, где вскоре умер. Новый герцог, Генрих IX Гордый, стал верным сторонником императора Лотаря в борьбе с Гогенштауфенами, герцогом Фридрихом II Швабским и его братом Конрадом, провозглашённым в 1127 году своими сторонниками германским королём. В 1136 году император пожаловал Генриху титул маркграфа Тосканы, а в 1137 году, незадолго до смерти, передал ему под управление герцогство Саксония.
В момент смерти Лотаря Генрих был одним из самых могущественных князей в Германии и главным претендентом на императорский престол, однако в итоге был выбран не он, а бывший антикороль Конрад III Гогенштауфен, который в 1138 году лишил Генриха обоих герцогств. Бавария была передана маркграфу Австрии Леопольду IV из дома Бабенбергов. Генрих начал войну за возвращение своих владений, но в 1139 году умер, оставив малолетнего сына, Генриха Льва.
Новому герцогу, объединившему в своих руках Баварию и бывшую Баварскую Восточную марку, пришлось вести борьбу против сторонников Вельфов, которых возглавлял брат покойного герцога, Вельф VI. В 1141 году Леопольд был разбит и вскоре умер, его сменил младший брат, Генрих XI Язомирготт. Ему удалось подавить восстания сторонников Вельфов, но в 1156 году новый император, Фридрих I Барбаросса, передал Баварию Генриху Льву, получившему ещё в 1142 году Саксонию. В качестве компенсации Австрия была возведена в герцогство.
За счет походов на славян Генриху Льву удалось значительно расширить свои владения и обрести значительную власть, что вызвало конфликт с императором Фридрихом. Когда Генрих Лев отказался от участия в походе императора в Италию, Фридрих в 1180 году организовал над ним судебный процесс. В результате Генрих Лев лишился большинства своих владений, розданных сторонникам Фридриха. Бавария в итоге досталась пфальцграфу Оттону V Виттельсбаху, ставшему под именем Оттон I родоначальником новой герцогской династии.

### Бавария под управлением династииВиттельсбахов

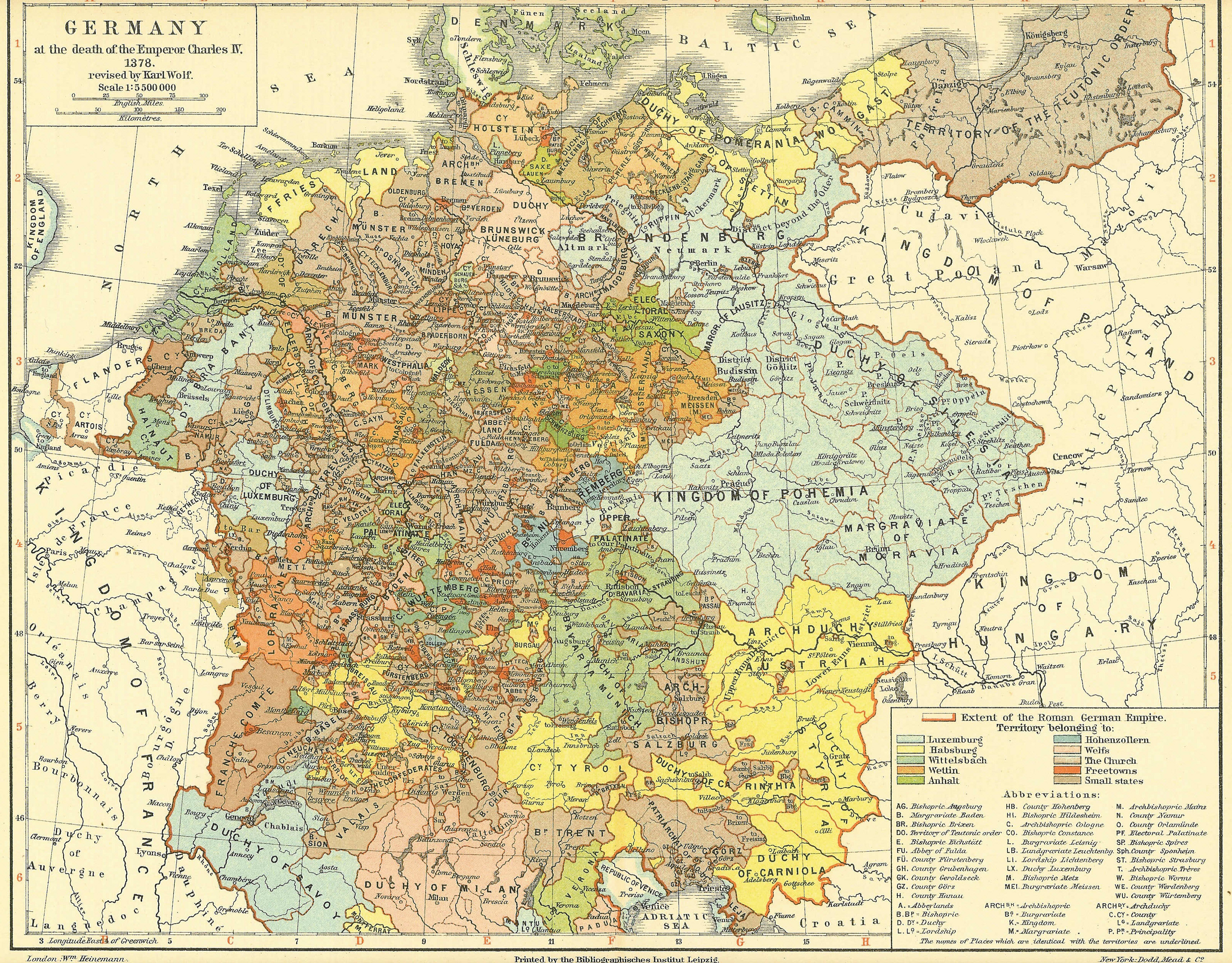
Бавария и её соседи в 1378 году

Герцог Оттон I (ум. 1183), происхождение которого по одной из версий идёт от Луитпольдингов, был лучшим рыцарем императора Фридриха I. Доставшееся Оттону герцогство еще уменьшилось, из него окончательно была отделена Штирийская марка, получившая статус герцогства. Однако его сыну Людвигу I Кельгеймскому (ум. 1231) удалось значительно расширить свои владения. Ко всему прочему в 1214 году посредством брака Людвиг получил от императора Фридриха II в лен Рейнский Пфальц.
Сыну Людвига I, Оттону II Светлейшему (ум. 1253), бывшему верным сторонником императора Фридриха II, пришлось столкнуться с внутренними раздорами из-за светской власти епископов, стремившихся к полной независимости. Ко всему прочему за свою приверженность к императору он был отлучён папой от церкви.
После смерти Оттона II начинается процесс дробления герцогства между различными линиями рода Виттельсбахов. Уже сыновья Оттона II, Людвиг II Суровый (ум. 1294) и Генрих XIII (ум. 1290), правившие 2 года совместно, разделили в 1255 году отцовские владения. Людвиг II получил Верхнюю Баварию со столицей в Мюнхене и Рейнский Пфальц, а также титул курфюрста, а Генрих XIII — Нижнюю Баварию с главным городом Ландсхутом. Кроме того, обоим братьям досталось наследство казнённого Карлом I Анжуйским Конрадина, последнего представителя династии Гогенштауфенов. После смерти Людвига II от Баварии отделился и Рейнский Пфальц, доставшийся Рудольфу I с титулом курфюрста. Верхняя Бавария досталась другому сыну, Людвигу IV (1282—1347), избранному в 1314 году королём Германии, а в 1328 году коронованному как император Священной Римской империи.

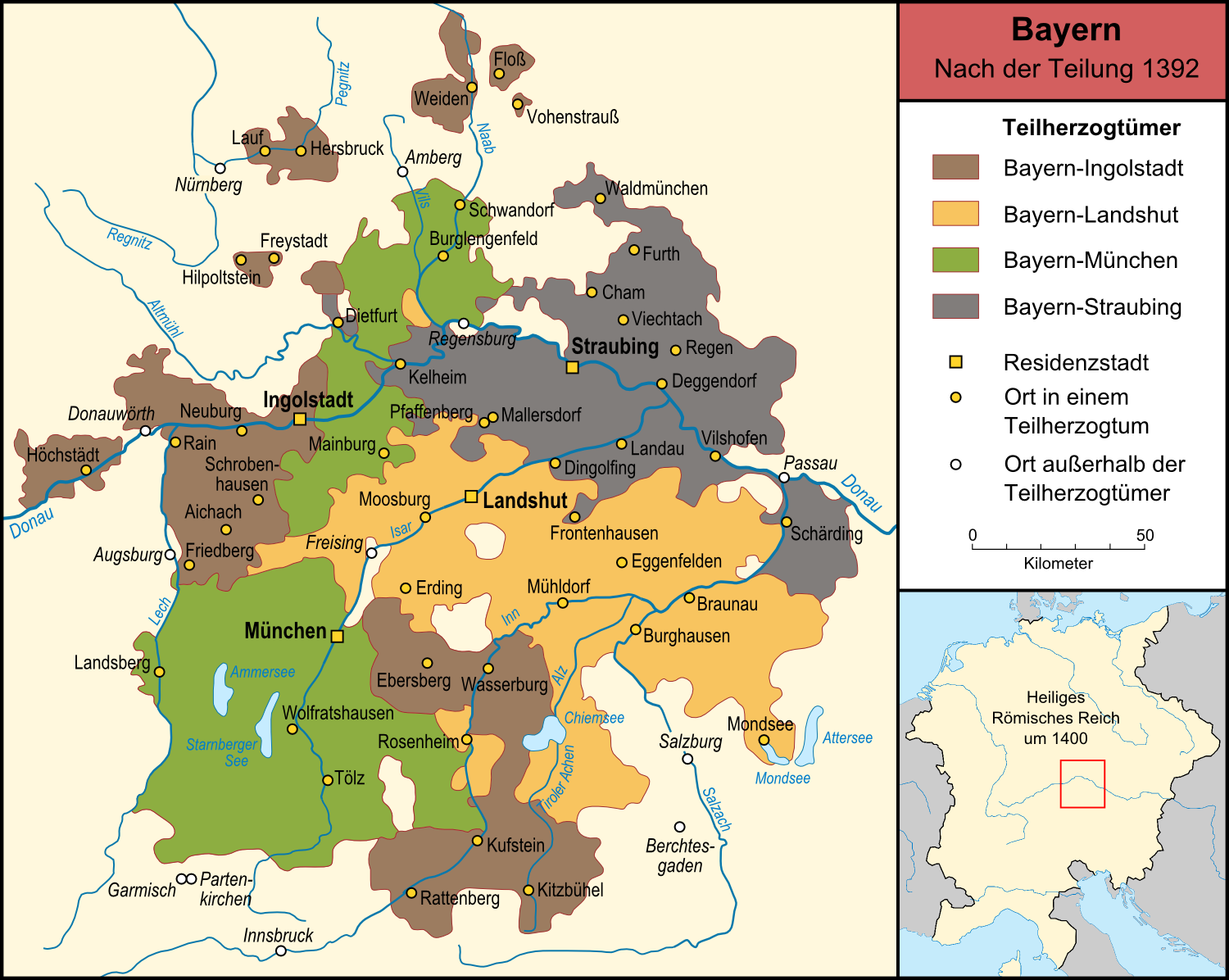
Раздел Баварского герцогства в 1392 г.

Людвигу IV удалось значительно расширить владения своего дома. В 1329 году он заключил с сыновьями своего брата раздельный договор в Павии, по которому последним были предоставлены Рейнский Пфальц и Верхний Пфальц. По договору обе стороны лишались права отчуждения своих владений и наследования в женской линии, тогда как титул курфюрста должен был принадлежать обеим линиям поочередно. Однако последнее постановление было отменено Золотой буллой (1356 год), представившей курфюрстское достоинство Пфальцскому дому. После угасания нижнебаварской линии Виттельсбахов в 1340 году Людвиг вновь объединил Баварию. Посредством брака на Маргарите II д'Авен он приобрёл графства Голландия, Зеландия и Эно (Геннегау). Кроме того он приобрёл маркграфство Бранденбург, переданное старшему сыну Людвигу V, который посредством брака получил также графство Тироль. Людвигу V Бавария обязана также многими улучшениями в порядке внутреннего управления. Он даровал Мюнхену городовое право, издал гражданское уложение для Верхней Баварии и новые судопроизводственные законы для Нижней Баварии.
Людвиг V оставил после себя шесть сыновей и богатое наследство. Первоначально Бавария находилась под совместным управлением братьев, но в 1349 году владения начали дробиться. Первоначально Бавария опять была разделена на Верхнюю и Нижнюю. В 1353 году Нижняя Бавария была разделена на Ландсхут-Баварское и Баварско-Штраубингское герцогства. После смерти в 1363 году Мейнхарта, сына Людвига V, Верхняя Бавария была разделена между Ландсхут-Баварским и Баварско-Штраубингским герцогствами. В 1392 году из Ландсхут-Баварского герцогства были выделены Баварско-Ингольштадтское и Баварско-Мюнхенское герцогства. Кроме того, постепенно были утеряны Тироль, Бранденбург, Голландия, Зеландия и Эно. 

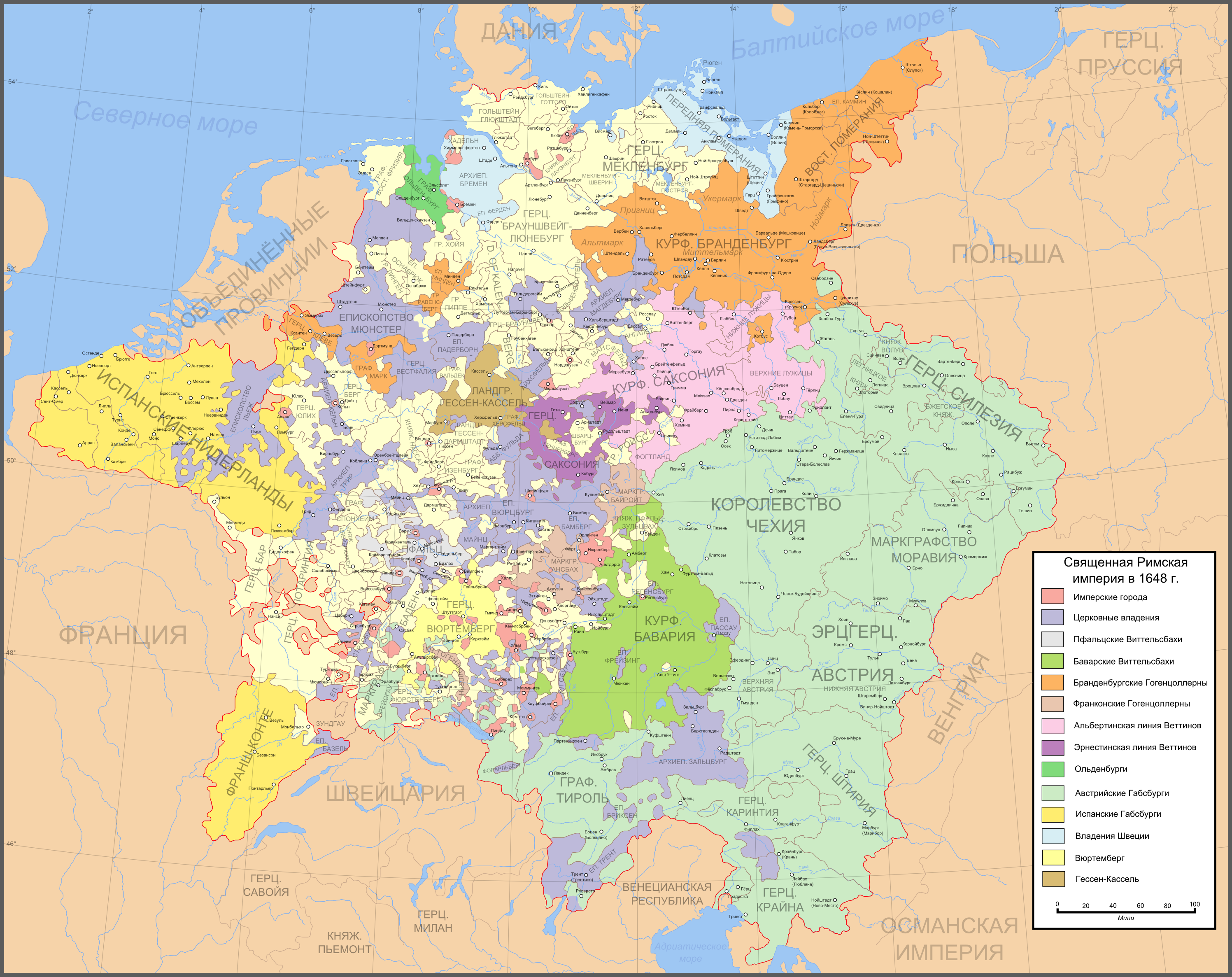
Германские государства в 1648 году

После угасания различных линий рода начинался передел владений и споры, часто перераставшие в военные конфликты. В 1432 году территория Баварско-Штраубингского герцогства была разделена между Баварско-Ингольштадтским, Ландсхут-Баварским и Баварско-Мюнхенским герцогствами. В 1447 году Баварско-Ингольштадтское герцогство было присоединено к Ландсхут-Баварскому герцогству. В 1467 из Баварско-Мюнхенского герцогства было выделено Дахау-Баварское герцогство для герцога Сигизмунда, но после его смерти в 1501 году оно было вновь присоединено к Баварско-Мюнхенскому герцогству. А в 1503 году Ландсхут-Баварское герцогство было присоединено к герцогству Баварско-Мюнхенскому.
К 1505 году Бавария оказалась объединена герцогом Альбрехтом IV Мудрым из Мюнхенской линии. Сознавая весь вред существовавшего до сих пор дробления на уделы, Альбрехт IV добился от баварских герцогств признания единства и нераздельности Баварии как государства и порядка престолонаследия по праву первородства. Согласно с этим, из трёх его сыновей, Вильгельма IV, Людвига X и Эрнста, ему должен был наследовать один только Вильгельм.
Но после смерти Альбрехта в 1508 году начались новые распри, приведшие к совместному правлению Вильгельма (ум. 1550) и Людвига (ум. 1545). Они оба оказали самое решительное противодействие реформации, нашедшей многочисленных приверженцев и в Баварии, а в 1541 году призвали в страну иезуитов. После смерти Людвига Бавария вновь оказалась объединена в руках Вильгельма. Его сын, Альбрехт V Великодушный тоже содействовал миссии иезуитов, а также покровительствовал наукам и искусствам. Из трёх его сыновей ему наследовал в 1579 году Вильгельм V Благочестивый, которого в 1597 году сейм вынудил передать правление своему старшему сыну Максимилиану I и удалиться в монастырь.
Максимилиан I, одарённый многими способностями, был лидером лиги, образовавшейся против протестантской Унии. Во время Тридцатилетней войны император Фердинанд II пожаловал ему в 1623 году Пфальцское курфюршество и в виде залога на военные издержки передал ему Верхний Пфальц. Вестфальский мир упрочил за Максимилианом I титул курфюрста и владение Верхним Пфальцем. Вместе с тем было учреждено восьмое курфюршество для Пфальцской линии и за ней было утверждено право наследства на Баварию в случае прекращения потомства Вильгельма. Таким образом Баварское герцогство было преобразовано в курфюршество.